# Smyth County
Smyth County är ett administrativt område i delstaten Virginia, USA. År 2010 hade countyt 32 208 invånare. Den administrativa huvudorten (county seat) är Marion. 

## Geografi
Enligt United States Census Bureau så har countyt en total area på 1 171 km². 1 171 km² av den arean är land och 0 km² är vatten.  

### Angränsande countyn
- Russell County - nordväst
- Tazewell County - norr
- Bland County - nordost
- Wythe County - öster
- Grayson County - söder
- Washington County - sydväst